# Giovanni Battista Stella
Giovanni Battista Stella (Modugno, 26 settembre 1660 – Taranto, 11 dicembre 1725) è stato un arcivescovo cattolico italiano.
È stato arciprete della chiesa della Santissima Annunziata di Modugno e arcivescovo di Taranto.

## Biografia
Giovanni Battista Stella, di nobile famiglia originaria di Valenzano, nacque a Modugno il 26 settembre 1660 dal medico Nicola Francesco e da Ortensia de Laurentis. Egli fu il terzo dei cinque figli, dei quali il più noto e illustre fu il conte Rocco Stella.
Venne battezzato il 3 ottobre 1660; suo padrino per procura fu il Duca di Noci Giovanni Gironimo Acquaviva, figlio del Conte di Conversano.

### Studi e formazione spirituale
La sua prima formazione, nell'infanzia, avvenne a cura del padre Francesco che gli insegnò la geometria e le basi del diritto civile ed ecclesiastico. Completò gli studi nel convento dei Domenicani, dove studiò Teologia e Filosofia.
In seguito, fu avviato agli studi di giurisprudenza, secondo le volontà paterne, in Napoli. Laureatosi brillantemente iniziò a esercitare la professione di avvocato in quella città.
Si ritirò successivamente in Modugno per approfondire gli studi di teologia presso il Convento Domenicano di Modugno. Qui, avendo a che fare quotidianamente con la vita conventuale, maturò la vocazione e decise di diventare sacerdote.

### Arciprete di Modugno
Nel 1693, completati gli studi all'età di 33 anni, l'arcivescovo di Bari Carlo Loffredo lo consacrò sacerdote. Questa nomina, in considerazione dell'elevata età di Giovanni Battista, avvenne con dispensa speciale da Roma, in maniera molto rapida secondo la formula del in tribus diebus festivis.
Gli fu assegnato il compito di confessore delle Monache di Modugno. Nel dicembre del 1696, morì l'allora arciprete di Modugno, Domenico Carlo Maffei.
Quattro anni dopo la consacrazione a sacerdote, nel 1697, dallo stesso arcivescovo Loffredo, fu investito della carica di Arciprete di Modugno.
Lasciò il lussuoso Palazzo di famiglia, dove viveva con i nobili parenti, per trasferirsi in una abitazione più modesta, dove poteva dedicarsi allo studio e alla preghiera. Unico suo servitore era il contadino analfabeta Pietro Martire Ricchitelli.
Aveva l'abitudine di incontrare gli altri sacerdoti modugnesi due volte alla settimana, il mercoledì e il sabato, per dedicarsia alle letture sacre, alla preghiera e alla discussione di casi di coscienza. Questi incontri avvenivano nella Chiesa di San Sebastiano, oggi dedicata all'Assunta. Nel 1707, grazie al suo intervento, vennero aggiunte a quella chiesa due cappelle dedicate a San Filippo Neri e alla Sacra Famiglia.

### Arcivescovo di Taranto

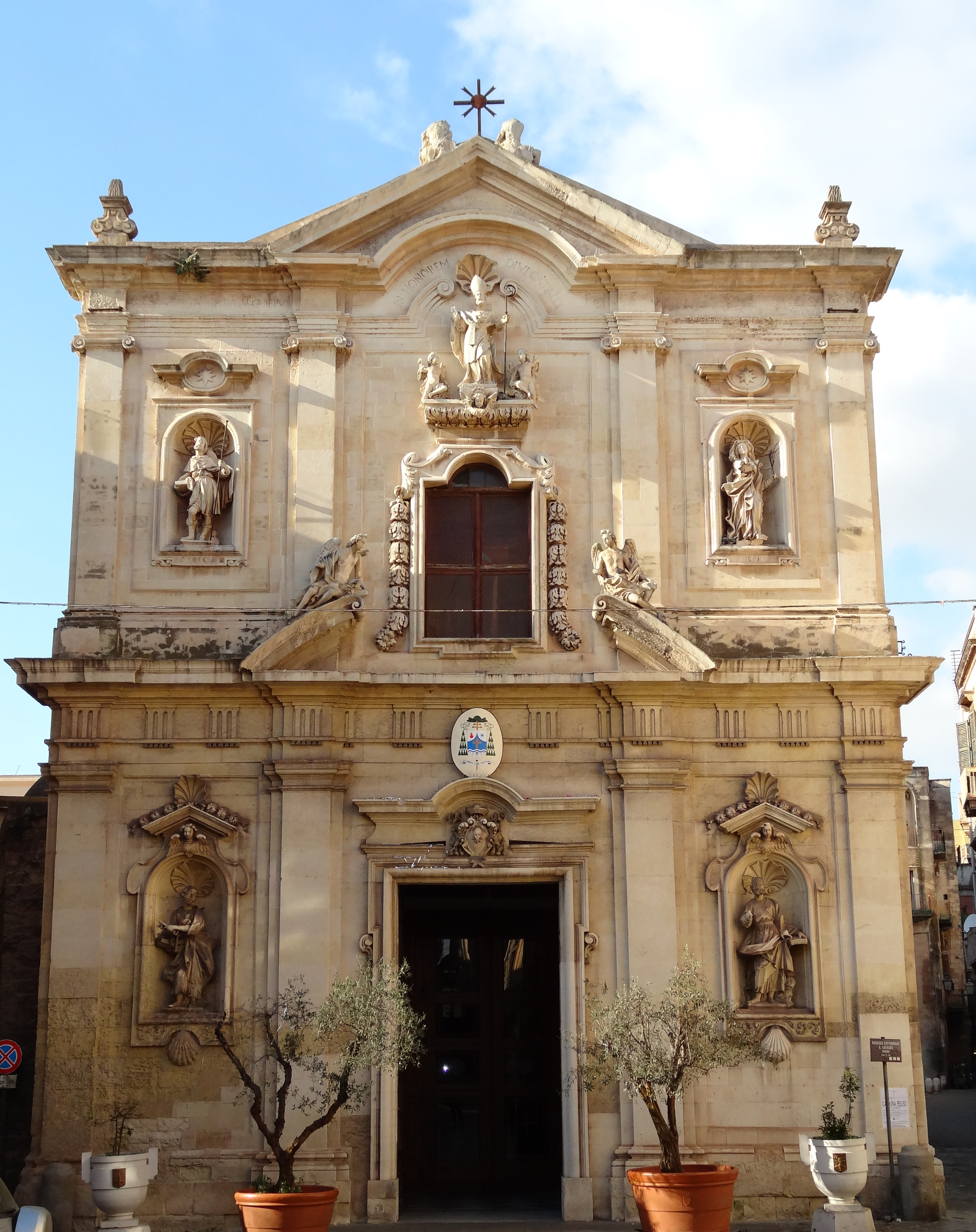
La Cattedrale di San Cataldo a Taranto, città della quale Giovanni Battista Stella fu arcivescovo dal 1713 al 1725

Nel 1713 venne nominato vescovo di Potenza, ma non ebbe il tempo di prendere possesso della sua destinazione perché lo stesso anno (il 28 agosto) fu promosso arcivescovo di Taranto.
Da Modugno, condusse a Taranto il Padre Lettore Fra Candido Sassi, che conobbe nel Convento dei Domenicani e nominò Lettore del Seminario di Taranto.
Lo seguì dal paese natale anche il servo Pietro Martire Ricchitelli.
A Taranto, oltre a istituire i Conservatori delle pentite e delle zitelle per giovani abbandonate, ebbe cura della Cattedrale di San Cataldo in cui completò il rifacimento della facciata, del vestibolo e del soffitto della navata centrale facendolo indorare a fuoco; fece anche affrescare la cupola da Paolo de Matteis e fece realizzare il coro ligneo. A testimonianza dell'opera di abbellimento della cattedrale effettuata da Gian Battista Stella, si possono notare diversi stemmi di famiglia (costituito da una stella a 8 punte) all'interno e all'esterno del tempio cristiano. Esempi di ciò si possono notare sulla facciata in stile barocco della cattedrale: la trabeazione del portale d'ingresso reca lo stemma di famiglia e lo stesso portale ligneo è formato da 28 cassettoni riportanti altrettante stelle a 8 punte.
Morì in Taranto l'11 dicembre 1725 e fu sepolto nella cappella della Pietà addossata alla cattedrale. La lapide in latino recita:- JOANNES BAT.STELLA QUO NIHIL SANCTUS NIL IN PAUPERES ET ECCLESIAM MUNIFICENTIUS HUIC PRAEFUIT METROPOLITANAE ANNOS OBIT DIE XI XBRIS MDCCXXV-
Nel bicentenario della morte, il clero modugnese indisse solenni celebrazioni in memoria del celebre concittadino: una lapide posta nella Chiesa Matrice di Modugno, nei pressi della porta della sacrestia, ricorda l'avvenimento.

## Genealogia episcopale
La genealogia episcopale è:
- Cardinale Scipione Rebiba
- Cardinale Giulio Antonio Santori
- Cardinale Girolamo Bernerio, O.P.
- Arcivescovo Galeazzo Sanvitale
- Cardinale Ludovico Ludovisi
- Cardinale Luigi Caetani
- Cardinale Ulderico Carpegna
- Cardinale Paluzzo Paluzzi Altieri degli Albertoni
- Cardinale Gaspare Carpegna
- Cardinale Fabrizio Paolucci
- Arcivescovo Giovanni Battista Stella